# Loricariichthys brunneus
Loricariichthys brunneus är en fiskart som först beskrevs av Hancock 1828.  Loricariichthys brunneus ingår i släktet Loricariichthys och familjen Loricariidae. Inga underarter finns listade i Catalogue of Life.